# زمن القبيلة السلطة وتدبير العنف في المجتمع الصحراوي
زمن القبيلة: السلطة وتدبير العنف في المجتمع الصحراوي هو كتاب للباحث المغربي رحال بوبريك صدر عن دار ابي رقراق سنة 2012، ويُعدّ دراسة معمقة في بنية السلطة والعنف داخل المجتمعات القبلية الصحراوية المغربية،

## موضوع الكتاب
يُعد الكتاب مرجعًا رئيسيًا في دراسة التنظيمات القبلية والصراعات على السلطة في المغرب الصحراوي، ويوفر تحليلاً مفصلاً للكيفية التي تتفاعل بها السلطة التقليدية مع الدولة الحديثة، كما يُثري النقاش الأكاديمي حول التوتر بين العرف والحداثة في المغرب.ويركز الكتاب على فهم كيف تدير القبيلة الصحراوية علاقاتها الداخلية والخارجية، وكيف يتم تدبير العنف والحفاظ على النظام عبر مؤسسات مثل جماعة «آيت أربعين»، والشيخ والمقدم، التي تتقاطع في وظائفها مع أدوار الدولة. كما يناقش المؤلف مفهوم الجماعة ويميزه عن قبيلة آيت أربعين بوصفهما نسقين اجتماعيين مختلفين في التنظيم والسلطة.كما يستعرض الكتاب دور مجلس جماعة آيت أربعين كمؤسسة مركزية في تدبير شؤون القبيلة، مسلطًا الضوء على التوازن بين الوظائف السياسية والرمزية للشيخ والمقدم في ظل زمن السلم والحرب. ويبرز أهمية الأعراف والصلح كآليات لإدارة النزاعات وتثبيت الأمن الجماعي.كما يناقش المؤلف كيف شكل اختراق الدولة للمجال القبلي حالة من التفاوض والتعايش بين السلطة التقليدية ومؤسسات الدولة، مع إبراز الآليات التي توظفها الدولة في استيعاب زعامات القبائل عبر تعيين شيوخ ومقدمين كوسطاء للهيمنة.

## منهجية البحث
اعتمد رحال بوبريك على منهج ميداني وأنثروبولوجي، تضمن مقابلات مع زعماء القبائل، مراجعة الوثائق التاريخية والعرفية، وتحليل المراجع السوسيولوجية الخاصة بالمنطقة الصحراوية، مما أتاح له توظيف مزيج من المناهج لتقديم قراءة معمقة للواقع القبلي.

## فهرس الكتاب
يتألف الكتاب من **بابين رئيسيين**، وينتهي باستنتاج:
الباب الأول: زمن القبيلة وآليات التدبير الذاتي للعنف
- الفصل الأول: مؤسسات السلطة بين السلطة الجماعية والفردية
- الفصل الثاني: العرف والعصبية والدين
- الفصل الثالث: الذبيحة أنماط الحماية وطقوسها

الباب الثاني: السلطة الدولاتية ومؤسسات السلطة القبلية
- الفصل الأول: بين القبيلة و رجال المخزن
- الفصل الثاني:نظام القبيلة ونظانم الدولة

استنتاجات

## نقد الكتاب
لاقى كتاب زمن القبيلة لرحال بوبريك اهتماماً نقدياً واسعاً من الباحثين في مجالات الأنثروبولوجيا والسوسيولوجيا السياسية، حيث اعتُبر مساهمة مهمة لفهم التعقيدات الداخلية للمجتمعات القبلية في المغرب، لكنّه لم يخلُ من بعض الانتقادات. فقد أشاد النقاد بتمكن المؤلف من تقديم قراءة معمقة وموثقة للعلاقة بين السلطة والعرف والقبيلة، وأبرزوا دقة التحليل الميداني وثراء المصادر المستخدمة.إلا أن بعض النقاد أشاروا إلى محدودية التركيز على منطقة «آيت أربعين» فقط، مما قد يُقلل من تعميم نتائج الدراسة على باقي المجتمعات الصحراوية ذات التنوع الكبير في الأنظمة القبلية. كما اعتبر البعض أن الكتاب لم يعطِ مساحة كافية لدراسة تأثير العوامل الاقتصادية والاجتماعية الحديثة التي تُحدث تحولات جوهرية في نسق السلطة التقليدية.من جهة أخرى، أشادت دراسات معاصرة بالطرح الذي يرفض الفصل الحاد بين الدولة والقبيلة، معتبرة أن هذا التداخل في السلطة هو ما يُفسر استمرار الديناميات التقليدية في إطار الدولة الحديثة، وهو ما جاء متسقاً مع تحليلات بوبريك، لكنه دعا إلى تعميق الدراسة لآليات هذا التداخل في سياقات أوسع.يرى عبد الرحيم العطري أن الكتاب يعكس "قلقًا أنثروبولوجيًا" متعمقًا يدفع القارئ نحو التساؤل أكثر من إعطائه إجابات محددة، معتبرًا أن بوبريك يجمع بين النزعة النقدية والتحليل المعمق في قراءة الظاهرة القبليّة